# Daryl Duke
Daryl Duke est un réalisateur, monteur, acteur, producteur, scénariste et directeur de la photographie canadien né le 8 mars 1929 à Vancouver (Canada) et mort le 22 octobre 2006 à West Vancouver (Canada), d'une fibrose pulmonaire.

## Filmographie

### comme réalisateur
- 1951 : Music Master (with Neil Chotem)
- 1964 : The Times They Are A-Changing (TV)
- 1969 : The Bold Ones: The New Doctors (série télévisée)
- 1970 : The Psychiatrist: God Bless the Children (TV)
- 1972 : Payday (en)
- 1972 : Banacek (Banacek) (série télévisée)
- 1972 : Ghost Story (série télévisée)
- 1972 : Cool Million (série télévisée)
- 1973 : The Return of Charlie Chan (en) (TV)
- 1973 : The President's Plane Is Missing (en) (TV)
- 1973 : I Heard the Owl Call My Name (en) (TV)
- 1973 : If I Had a Million (TV)
- 1974 : Slither (TV)
- 1974 : Harry O (en) (série télévisée)
- 1975 : David and Bert
- 1975 : A Cry for Help (en) (TV)
- 1975 : They Only Come Out at Night (TV)
- 1976 : Jigsaw John (série télévisée)
- 1976 : Le Sourire aux larmes (en) (Griffin and Phoenix) (TV)
- 1976 : Shadow of the Hawk
- 1978 : L'Argent de la banque (The Silent Partner)
- 1982 : Les Jeunes adultes (en) (Hard Feelings)
- 1983 : Les oiseaux se cachent pour mourir (The Thorn Birds) (feuilleton TV)
- 1985 : Florence Nightingale (TV)
- 1986 : Tai-Pan
- 1989 : When We Were Young (TV)
- 1990 : Tout finit par se savoir (Columbo: Columbo Cries Wolf) (TV)
- 1991 : Attention - Le meurtre peut nuire à votre santé (Columbo: Caution! Murder Can Be Hazardous to Your Health) (TV)
- 1992 : Fatal Memories (TV)

### comme monteur
- 1951 : Music Master (with Neil Chotem)
- 1951 : Chansons créoles
- 1952 : Wits End
- 1952 : Winter Week-end: Revised
- 1952 : Winter Week-end

### comme acteur
- 1962 : Monsieur Hobbs prend des vacances (M.. Hobbs Takes a Vacation) : Boy
- 1986 : Long Lance

### comme producteur
- 1973 : I Heard the Owl Call My Name (TV)

### comme scénariste
- 1951 : Monastery

### comme directeur de la photographie
- 1951 : Music Master (with Neil Chotem)